# Greater Cleveland Regional Transit Authority
Die Greater Cleveland Regional Transit Authority, abgekürzt RTA, ist die Bau- und Betriebsgesellschaft für den Öffentlichen Personennahverkehr in Cleveland und den umliegenden Städten und Gemeinden des Cuyahoga County im US-Bundesstaat Ohio. Sie betreibt 75 Buslinien, zwei Stadtbahnlinien, eine Schnellbahnlinie sowie Behinderten- und Sammelverkehre.
Die RTA ist eine öffentliche Einrichtung des Bundesstaats Ohio nach Artikel 306 des Ohio Revised Code. Der zehnköpfige Vorstand setzt sich aus Politikern, Beratern und ähnlichen Personen aus Cleveland, den umliegenden Gemeinden und dem County zusammen.
Die RTA entstand am 30. Dezember 1974 durch den Zusammenschluss der städtischen Verkehrsgesellschaft Cleveland Transit System (CTS) mit einer Reihe weiterer kommunaler Verkehrsbetriebe aus dem Umland. Um trotz wachsender Defizite auch weiterhin attraktiven Nahverkehr anbieten zu können, wurde zeitgleich eine Umsatzsteuer von 1 % eingeführt. Diese trat anstelle der sonst vielfach üblichen Zuschüsse von Städten, Gemeinden, Staat und Bundesregierung und macht derzeit 72 % der Einnahmen aus (Stand: 2013). Damit kann die RTA eine höhere Bedienungsqualität bereitstellen als viele andere US-amerikanische Städte, besonders verglichen mit dem wirtschaftlich schwachen Rust Belt.

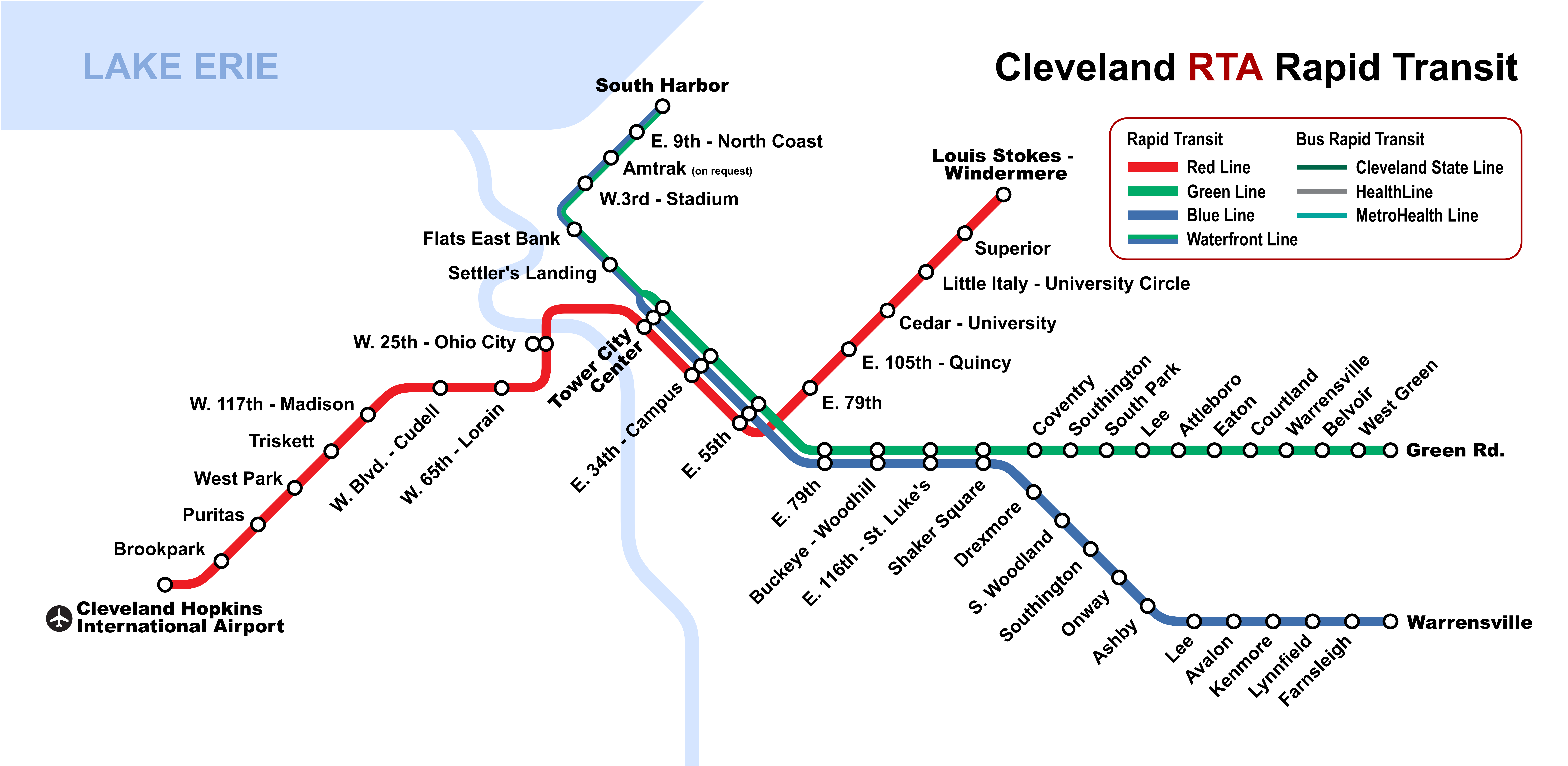
Schienennetz der RTA
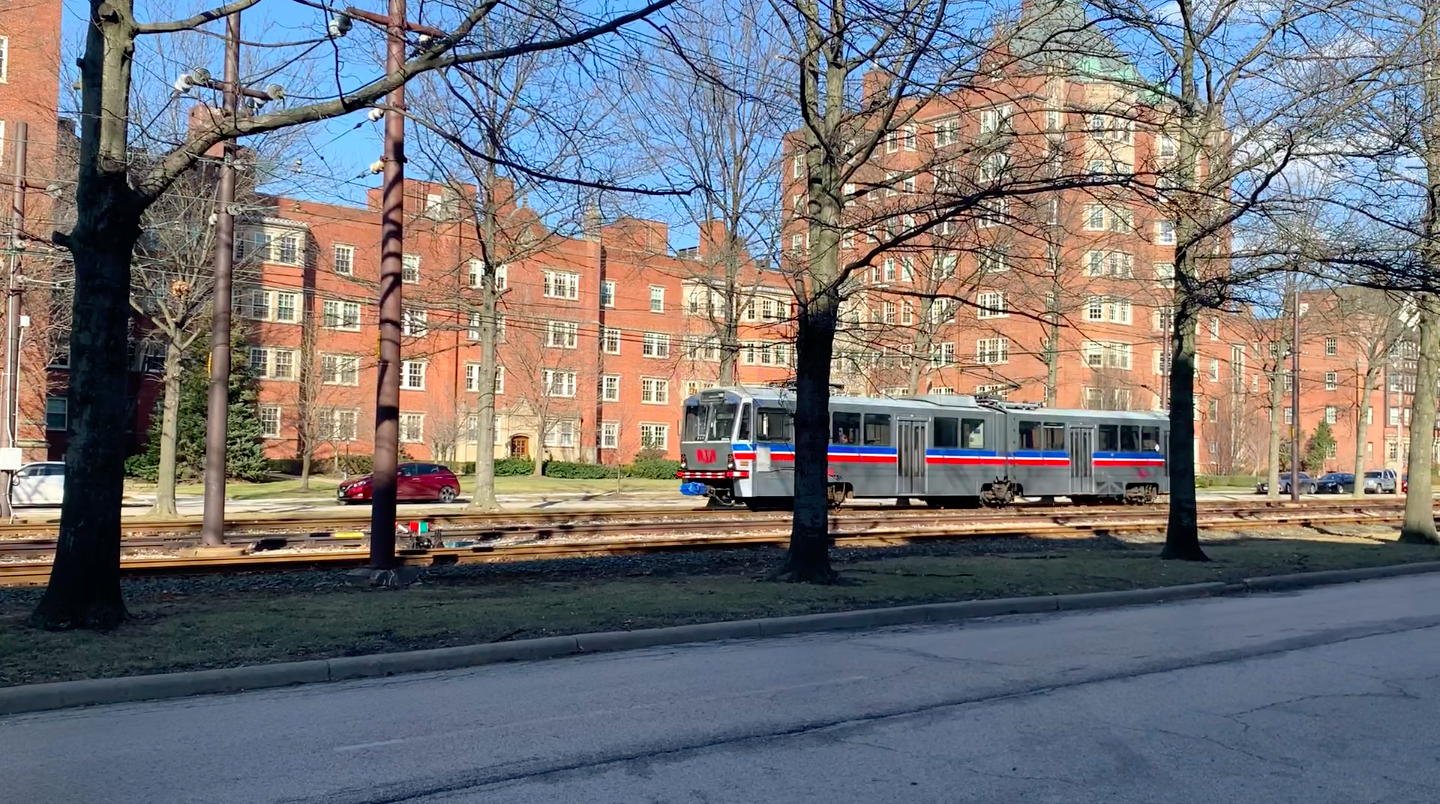
Gelenkwagen der Green Line (Light Rail) im Shaker Boulevard
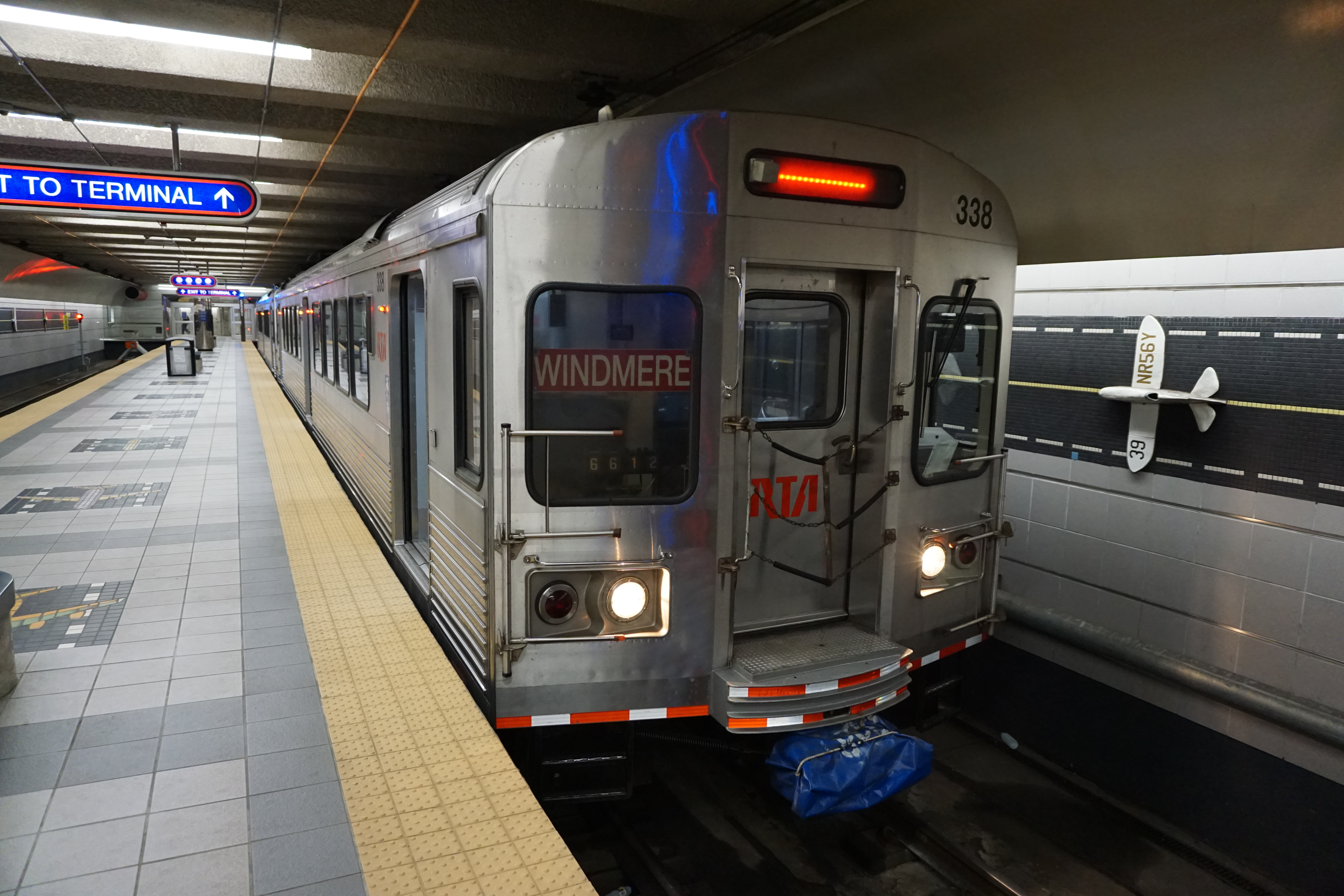
U-Bahnstation der Red Line (Heavy Rail) der RTA am Hopkins International Airport
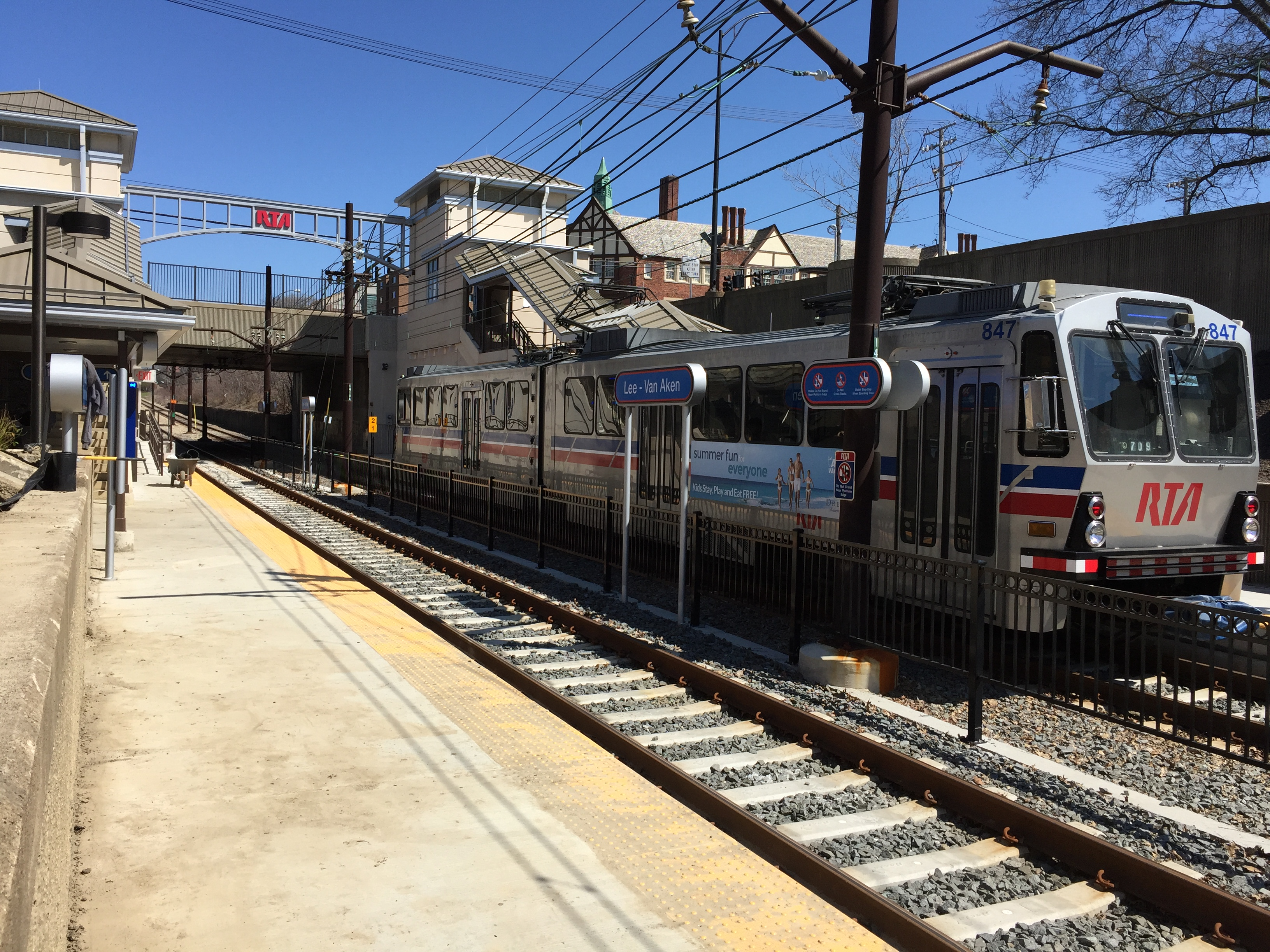
Gelenkwagen an einer Station der Blue Line (Light Rail)
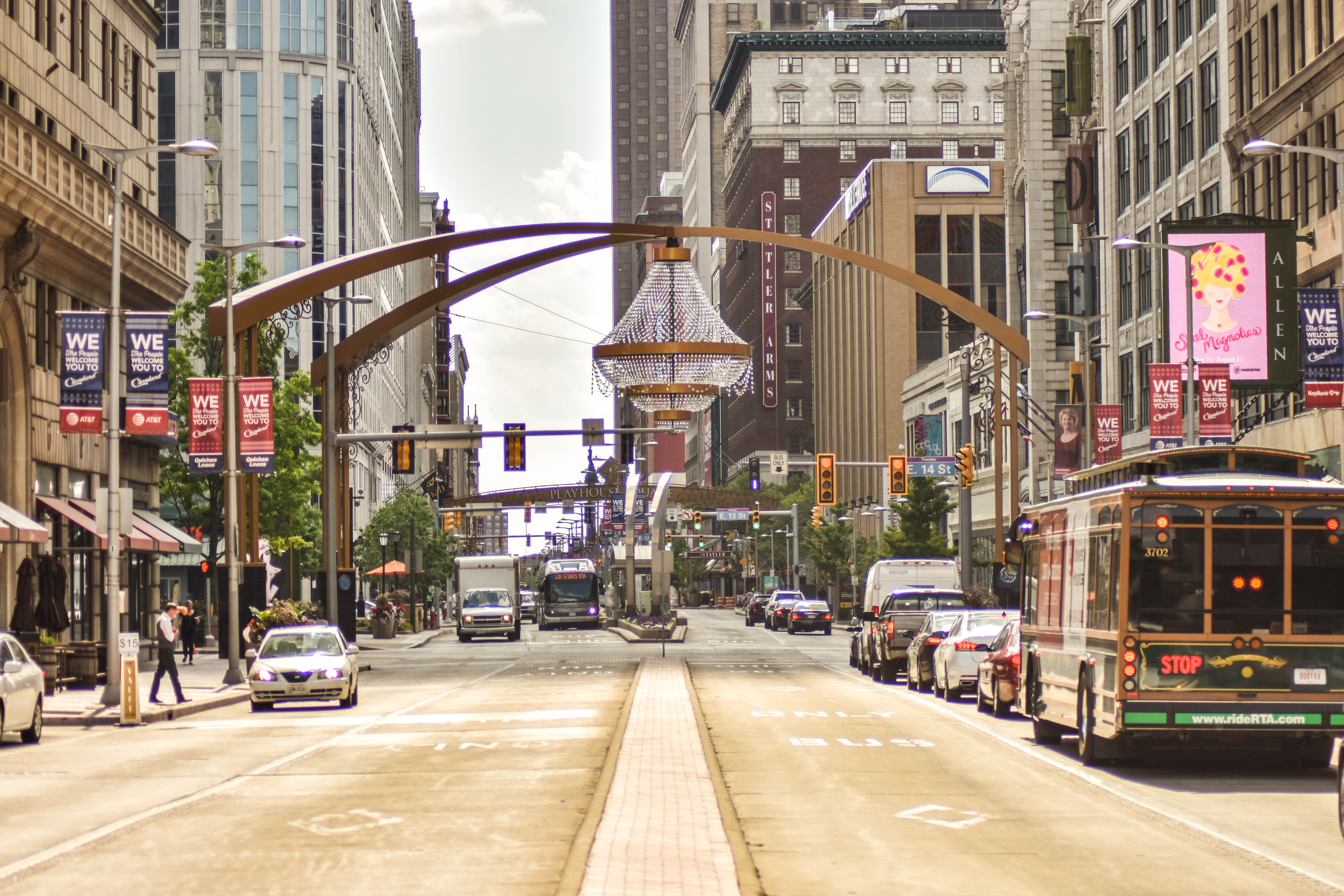
Euclid Avenue im Stadtzentrum: mittlere Fahrstreifen Linienbussen vorbehalten, auf der Autospur ein „Trolley“
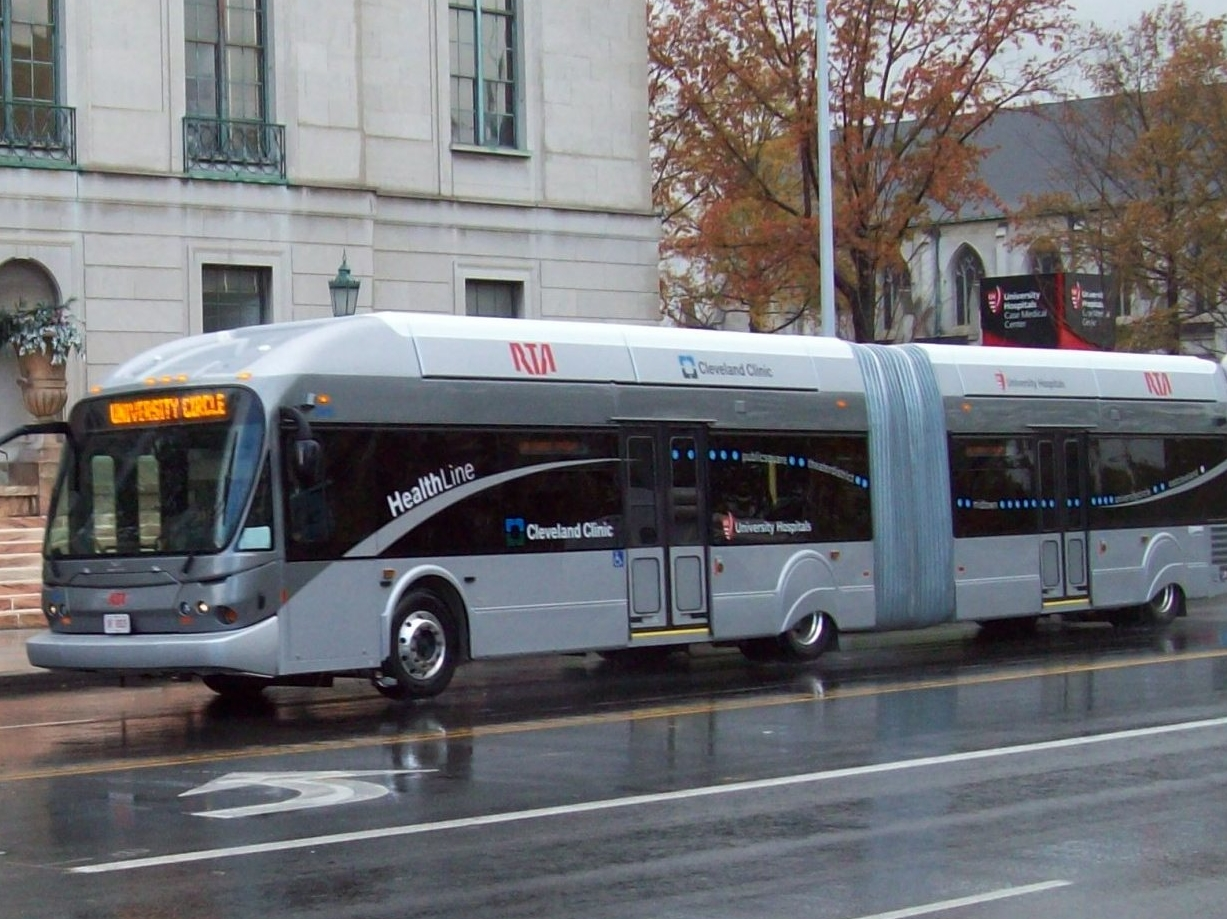
Linienbus der Health Line (Schnellbuslinie)